# Karla Echenique
Karla Miguelina Echenique (Santo Domingo, 16 maggio 1986) è una pallavolista dominicana.
Gioca nel ruolo di palleggiatrice nelle Valencianas de Juncos.

## Carriera

### Pallavolo
La carriera di Karla Echenique inizia nel settore giovanile del Deportivo Nacional, dove gioca per quattro anni. Nel 2002 è finalista al campionato nordamericano Under-18, dove viene premiata come miglior palleggiatrice, e debutta anche in nazionale maggiore, vincendo la medaglia d'oro ai XIX Giochi centramericani e caraibici e partecipando a soli quindici anni al campionato mondiale. Dal 2004 inizia la carriera professionistica, giocando per diversi club dominicani; tuttavia è in nazionale che ottiene i risultati migliori: nel 2005 è finalista alla Coppa panamericana e si classifica al terzo posto al campionato nordamericano; nel 2006, dopo il terzo posto alla Coppa panamericana, vince la seconda medaglia d'oro consecutiva ai XX Giochi centramericani e caraibici.
Nella stagione 2006-07 gioca per la prima volta all'estero, ingaggiata dal Club Voleibol Sanse in Spagna. Successivamente rientra in patria e gioca per una stagione il campionato locale, mentre in quella successiva prende parte solo gli impegni estivi della nazionale: dopo la vittoria della Coppa panamericana e la finale alla Final Four Cup del 2008, nel 2009 è finalista alla Coppa panamericana, si classifica terza alla Final Four Cup e, soprattutto, vince il campionato nordamericano, impresa mai riuscita fino ad allora alla nazionale dominicana; grazie a questo successo partecipa alla Grand Champions Cup, chiudendola al terzo posto.
Nella stagione 2010 gioca nuovamente all'estero, nella vicina Porto Rico, vestendo la maglia delle Gigantes de Carolina; nonostante un deludente settimo posto finale, riceve il premio di miglior palleggiatrice, assegnato in base alle statistiche. Con la nazionale, nell'estate del 2010, vince la Coppa panamericana, la Final Four Cup e la terza medaglia d'oro consecutiva ai XXI Giochi centramericani e caraibici. In autunno gioca col Mirador Sport and Cultural Center alla Coppa del Mondo per club. Nel gennaio 2011 viene ingaggiata dal Budowlani Łódź Sportowa in Polonia, per sostituire l'infortunata Marta Wójcik fino al termine della stagione. Nel 2011 è finalista sia alla Coppa panamericana che al campionato nordamericano.
Nel 2012 resta nuovamente inattiva a livello di club, ma con la nazionale prende parte ai Giochi della XXX Olimpiade. Nella stagione 2013 torna in Porto Rico, ingaggiata dalle Lancheras de Cataño, senza però concludere la stagione; con la nazionale vince la medaglia d'argento alla Coppa panamericana e al campionato nordamericano. Nel campionato 2014 resta nello stesso campionato, giocando per le Valencianas de Juncos.

### Beach volley
Nel 2006 partecipa al campionato continentale di beach volley in coppia con Bethania de la Cruz, classificandosi al terzo posto.

## Palmarès

### Nazionale (competizioni minori)
- Campionato nordamericano Under-18 2002
- Giochi centramericani e caraibici 2002
- Coppa panamericana 2005
- Coppa panamericana 2006
- Giochi centramericani e caraibici 2006
- Coppa panamericana 2008
- Final Four Cup 2008
- Coppa panamericana 2009
- Final Four Cup 2009
- Coppa panamericana 2010
- Final Four Cup 2010
- Giochi centramericani e caraibici 2010
- Coppa panamericana 2011
- Montreux Volley Masters 2013
- Coppa panamericana 2013

### Premi individuali
- 2002 - Campionato nordamericano Under-18: Miglior palleggiatrice
- 2009 - Qualificazioni nordamericane al campionato mondiale 2010: Miglior palleggiatrice
- 2010 - Liga de Voleibol Superior Femenino: Miglior palleggiatrice (assegnato tramite statistiche)